# Astro City
Astro City, ursprünglich eigentlich Kurt Busiek’s Astro City, ist eine preisgekrönte US-amerikanische Comicserie mit Superhelden-Thematik, die seit August 1995 zunächst bei Image Comics, später dann bei Wildstorm Productions, einem ursprünglich zu Image gehörenden und zum Jahreswechsel 1998/1999 von DC Comics aufgekauften Studio, erschien. Nach Einstellung des Wildstorm-Imprints durch DC erscheint die Serie seit 2013 unter dem Vertigo-Imprint.
Die Serie erscheint nicht regelmäßig, in der Vergangenheit kam es häufiger zu längeren Veröffentlichungspausen, auch innerhalb eines mehrteiligen Handlungsstrangs. Die Serie folgt keiner durchgängigen Nummerierung, sondern besteht aus mehreren aufeinander folgenden Mini-, Maxi- und fortlaufenden Serien sowie einzelnen Sonderausgaben. Das Kreativteam ist jedoch seit Anfang der Serie dasselbe geblieben. Autor und Erfinder der Serie ist Kurt Busiek, der auch die Rechte an der Serie hält. Die Coverabbildungen stammen von Alex Ross, während Brent Anderson (bis 2000 gemeinsam mit Tuscher Will Blyberg) für die Zeichnungen der Heftinhalte zuständig ist. Die Designs der einzelnen Figuren werden von Ross und Anderson unter Mitwirkung von Busiek gemeinsam entwickelt.
In Deutschland wurde die Serie von 1999 bis 2001 von Speed Comics, einem Imprint des Thomas-Tilsner-Verlags, veröffentlicht; seit 2007 liegen die Rechte für die deutsche Fassung beim Panini Verlag, allerdings ruht die Veröffentlichung aufgrund schlechter Verkaufszahlen auch hier wieder.

## Entstehung
Geistiger Vorläufer von Astro City ist die vierteilige Miniserie Marvels aus dem Jahr 1994, geschrieben von Kurt Busiek und gezeichnet bzw. gemalt von Alex Ross. Marvels erzählt aus der Sicht eines gewöhnlichen Menschen zahlreiche bekannte Ereignisse aus dem „Golden Age“ und „Silver Age“ der Marvel Comics nach. Astro City folgt demselben Prinzip, ersetzt allerdings die bekannten Marvel-Charaktere wie Spider-Man, die Fantastischen Vier oder die X-Men durch eigenständige Figuren und ändert die Perspektive mit jeder neuen Geschichte. Der Sechzehnteiler Astro City: The Dark Age basiert sogar direkt auf einer nie verwirklichten Fortsetzung von Marvels und war somit die erste Geschichte, die Busiek für die Serie erdacht hatte. Da Busiek jedoch seinerzeit zu dem Schluss kam, dass der Aufbau der Handlung eine gewisse emotionale Bindung der Leser an die Superhelden-Geschichten, die den Hintergrund bilden, erfordert, und dies mit gänzlich unbekannten Helden nicht so gut funktionieren würde wie mit den bekannten Marvel-Charakteren und Schlüsselereignissen der Verlagsgeschichte, stellte er The Dark Age zunächst hintan und konzentrierte sich die nächsten zehn Jahre über erst einmal darauf, dem Leser einige der Schlüsselfiguren der Saga vertraut zu machen.
Busiek begreift Astro City laut eigener Aussage als „Herausforderung“, Geschichten aus einer ungewöhnlichen Perspektive zu erzählen, die in anderen Serien in der Form schwer bis überhaupt nicht funktionieren würden.
Der offizielle Titel der Serie wurde auf Anraten von Wildstorm-Gründer Jim Lee zu Kurt Busiek’s Astro City erweitert, um Busieks seit Marvels bekannten Namen als Aushängeschild für die Serie zu nutzen, jedoch fiel der Zusatz mit Beginn der Miniserie Astro City: Local Heroes im Jahr 2003 wieder weg. Busieks hält die Rechte an der Serie und er beabsichtigt bislang nicht, diese anderen Autoren zu überlassen.

## Inhalt

### Erzählstil
Astro City wird in Form von abgeschlossenen Geschichten erzählt, bei denen es sich sowohl um Einzelgeschichten als auch um Mehrteiler handeln kann. Einen übergeordneten Handlungsrahmen gibt es nicht. Die Hauptfigur ändert sich dabei mit jeder neuen Geschichte, wobei die Geschichten jedoch alle in einem zusammenhängenden Universum spielen. So kann es durchaus vorkommen, dass die Hauptfigur einer Geschichte in einer anderen Geschichte als Nebenfigur in Erscheinung tritt oder dieselben Nebenfiguren in verschiedenen Geschichten auftreten. Auch wird gelegentlich in einer Geschichte Bezug auf die Ereignisse einer anderen Geschichte genommen. Der Sechzehnteiler „The Dark Age“, der in den 70er Jahren spielt, ist die bislang ambitionierteste Geschichte der Serie und greift zahlreiche Andeutungen aus früheren Geschichten zu vergangenen Ereignissen auf, die hier nun in einen Gesamtkontext gestellt werden.
Die Hauptfiguren der einzelnen Geschichten sind wahlweise Superhelden, Superschurken, Normalbürger oder „gewöhnliche“ Kriminelle ohne Superkräfte. Selbst eine zum Leben erwachte Zeichentrickfigur stand schon einmal im Mittelpunkt einer Geschichte. In jedem Fall werden die Hauptfiguren dabei in Auseinandersetzungen zwischen Superhelden und Superschurken verwickelt, gelegentlich gibt es zudem auch Invasionen durch Außerirdische oder ähnliche Bedrohungsszenarien.
Schwerpunkt jeder Geschichte ist die Charakterisierung der jeweiligen Hauptfigur bzw. Hauptfiguren sowie der Reifungsprozess, den diese durch die Ereignisse der Geschichte durchlaufen. Die Kämpfe zwischen den Superhelden und ihren Gegnern spielen dabei eine untergeordnete Rolle und stellen häufig nur den Hintergrund für die eigentliche Geschichte dar. Der Comic- und Drehbuchautor James Robinson hält die Ähnlichkeit der Superhelden aus Astro City mit den bekannten Superhelden großer Verlage wie Marvel oder DC gar für eine Grundvoraussetzung, damit dies überhaupt möglich ist: Indem der Leser die entsprechenden Heldentypen und die für sie „typischen“ Kämpfe und Abenteuer bereits zur Genüge kennt, kann er sich für die Geschichten aus Astro City entsprechende Hintergründe in seiner eigenen Phantasie ausmalen, so dass eine ausführliche Erläuterung nicht mehr erforderlich ist und die jeweilige Geschichte sich auf ihren eigentlichen Schwerpunkt konzentrieren kann. In einigen Fällen wird eine Geschichte sogar fast ausschließlich in Form von Rückblenden erzählt, wobei die Gegenwartshandlung ohne jegliche Actionszenen auskommt.
Der Comic- und Drehbuchautor Marc Guggenheim stellt fest, dass andere Serien aus einer Konfrontation zwischen interdimensionalen Zivilisationen eine zwölfteile Maxiserie inklusive verlagsweitem Crossover machen würden (wie etwa Crisis on Infinite Earths von DC Comics) – Astro City würde der eigentlichen Krise „vielleicht“ ein einziges Panel widmen und stattdessen das Augenmerk auf einen viertklassigen Schurken legen, der das entstandene Chaos zur persönlichen Bereicherung nutzen will, oder auf eine Heldin, die nach Beendigung der Krise versucht, sich mit ihrem entfremdeten ehemaligen Juniorpartner auszusöhnen. Bereits zu Beginn der Serie erklärte Busiek selbst seine Philosophie hinter der Serie: „Sollte ich jemals eine Astro-City-Geschichte schreiben, die davon handelt, wer den Kampf gewinnt, dann werfe ich sie weg und schreibe eine neue!“ Busiek lehnt allerdings die von professionellen Kritikern häufig verwendete Bezeichnung der Serie als „realistisch“ ab: Obwohl fantastische Elemente wie Trolle, Zeitreisende, futuristische Technologie und Außerirdische in der Welt von Astro City seit Jahrzehnten zum Alltag gehören, habe dies die menschliche Gesellschaft nicht nennenswert verändert, da Busiek an der Erforschung einer solchen hypothetischen Welt nicht interessiert ist.
Die Atmosphäre der Serie orientiert sich sehr stark am Stil der Geschichten des „Silver Age“ der amerikanischen Superheldencomics, während der Zynismus und die damit einhergehenden Antihelden der 80er und 90er Jahre weitgehend außen vor bleiben. So kommt eine dauerhaft negative Stimmung eher selten auf. Unterstrichen wird dies durch den realistischen Zeichenstil Brent Andersons, der einen deutlichen Kontrast zu den sehr stark effektorientierten Zeichnungen amerikanischer Mainstream-Superheldencomics seit den 90er Jahren darstellt.
Der Schriftsteller Harlan Ellison hebt auch die Hintergründe als besonderes Merkmal der Serie hervor: Brent Anderson verwendet Vorlagenbilder (etwa aus New York City), um Straßenzüge in Astro City insbesondere in früheren Jahrzehnten darzustellen. Das Ergebnis, so Ellison, sei, dass die fiktive Stadt Astro City weitaus realer erscheine als das ebenso fiktive Metropolis Supermans, Batmans Gotham City oder auch das New York City aus den Spider-Man-Comics. Ellison vergleicht das Gespür für Details, das in Astro City zum Tragen kommt, mit dem Gemälde Die Rosen von Heliogabalus des Malers Sir Lawrence Alma-Tadema.

### Thema der Serie
Astro City spielt größtenteils innerhalb sowie in der näheren Umgebung der fiktiven US-amerikanischen Großstadt Astro City, die der Serie ihren Namen gibt. In der Stadt leben zahlreiche kostümierte Superhelden und Superschurken, aber auch normale Menschen wie Polizisten, Feuerwehrleute, Ärzte, Reporter und Politiker sowie „gewöhnliche“ Kriminelle, die alle auf die eine oder andere Weise mit den Superhelden und ihren Gegnern interagieren und durch diese beeinflusst werden.
Die Serie spielt in einem eigenständigen Universum, Gastauftritte und Crossover mit den Helden anderer Serien gab es bislang keine. Ein Großteil der Superhelden und -schurken basiert dabei mehr oder weniger stark auf bekannten Figuren aus anderen Serien, beispielsweise Superman, Batman oder Spider-Man. Die Ähnlichkeiten sind dabei beabsichtigt, allerdings handelt es sich dabei nicht um bloße Kopien, vielmehr bedient sich Busiek dabei jeweils eines allgemeinen Archetypen, um seine ganz eigene Vorstellung desselben umzusetzen und Geschichten mit den Figuren zu erzählen, die mit den „Originalen“ nicht oder nur schwer möglich wären. Auch wurde abgesehen von den oberflächlichen Ähnlichkeiten sehr viel an den Figuren, ihrem Aussehen, ihren Kostümen, ihren Lebensläufen usw. geändert, so dass Busiek diese als vollkommen eigenständige Figuren ansieht.
Die ganze Serie soll dabei eine Hommage an die Geschichten des sogenannten „Silver Age“ der amerikanischen Superheldencomics darstellen. So trug der Wildstorm-Imprint, bei dem Astro City zwischenzeitlich erschien, auch den Namen Homage Comics. Die Namen einiger Figuren stellen Anspielungen auf einer Metaebene dar, so ist der Superheld Silver Agent selbst nach dem „Silver Age“ benannt, und auch der Zeitraum seiner Karriere als Superheld entspricht dieser Zeitperiode. Ferner sind viele Orte in Astro City nach bekannten Comicautoren und -Zeichnern benannt, etwa der Berg „Mount Kirby“ (nach Jack Kirby), der Stadtteil „Bakerville“ (nach dem Zeichner Matt Baker), das „Binderbeck Plaza“ (nach Otto Binder und C. C. Beck) oder die Gefängnisinsel „Biro Island“ (nach dem Zeichner Charles Biro).
Im Gegensatz zu anderen Superheldenuniversen, in denen die Hauptfiguren zahlreicher Serien miteinander interagieren, lässt Busiek in Astro City die Zeit tatsächlich „normal“ vergehen. Während etwa im Marvel-Universum oder im DC-Universum die Hauptfiguren nur scheinbar altern, ihre Entstehungsgeschichten regelmäßig in modernere Zeiten verlagert werden und die in den verschiedenen Serien vergangene Gesamtzeit immer wieder angepasst wird, haben Jahresangaben in Astro City dauerhaft Gültigkeit, und der Veröffentlichungszeitraum der Serie entspricht (mit Ausnahme von Rückblenden und Geschichten mit ausdrücklichen anderslautenden Zeitangaben) tatsächlich der Zeit, die innerhalb der Serie vergeht. Zu erkennen ist dies vor allem an Astra, dem jüngsten Mitglied der First Family: War sie zu Beginn der fortlaufenden Serie im Jahr 1996 noch zehn Jahre alt, macht sie in der zweiteiligen Miniserie Astro City: Astra im Jahr 2009 ihren Schulabschluss.

### Bedeutende Charaktere
Astro City verfügt über eine nahezu unüberschaubare Anzahl von Charakteren, von denen einige auch schon im Mittelpunkt von Geschichten standen.
Der Superman nachempfundene Samaritan stammt ursprünglich aus der Zukunft und wurde ins Jahr 1985 zurückgeschickt, um die Challenger-Katastrophe zu verhindern, allerdings erhielt er infolge seiner Zeitreise überraschend Superkräfte. In der Maxiserie The Dark Age markiert das öffentliche Debüt des Samaritan als Superheld das Ende des titelgebenden „dunken Zeitalters“. Dies spielt zugleich auf die modernisierte Entstehungsgeschichte Supermans aus der Miniserie Man of Steel (1986) von Autor und Zeichner John Byrne an, die den Titelhelden als erste öffentliche Heldentat ein experimentelles „Weltraumflugzeug“ vor dem Absturz retten lässt. Ursprünglich war für jene Geschichte ebenfalls ein Space Shuttle vorgesehen gewesen, jedoch sah sich Byrne gezwungen, aufgrund der Challenger-Katastrophe die entsprechenden Panels neu zu zeichnen. Busiek griff diese Idee zehn Jahre später in Astro City wieder auf und ließ den Samaritan in der fiktiven Welt der Serie gar die tatsächliche Challenger-Katastrophe vereiteln.
Der Samaritan ist außerdem Mitglied des traditionsreichen Superheldenteams namens Honor Guard (das in erster Linie auf DCs Gerechtigkeitsliga und Marvels Rächern basiert), das innerhalb der Serie bereits 1959 gegründet wurde und seither in wechselnden Besetzungen existiert. Der aktuelle Anführer des Teams ist der an Zorro erinnernde Black Rapier.
Das einzige bis in die Gegenwart konstant aktive Gründungsmitglied der Honor Guard ist der N-Forcer, der von einem gepanzerten, regelmäßig modernisierten Eindämmungsanzug in ein Energiewesen verwandelt wird. Die Eindämmungsanzüge stammen von der fiktiven Firma N.R.-Gistics (vormals Nicholls-Royce Electronics). Da der N-Forcer von der Firma gesponsert wird und seine wahre Identität nicht bekannt ist, besteht durchaus die Möglichkeit, dass im Laufe der Jahre mehr als eine Person die Identität verkörpert hat. Dies spielt auf Marvels Iron Man an, der vom Träger der Rüstung, Tony Stark, der Öffentlichkeit lange Zeit als bloßer „Angestellter“ präsentiert wurde, der bei Bedarf angeblich jederzeit ausgewechselt werden konnte.
Der als Schachtelteufel verkleidete Jack-in-the-Box ist an Spider-Man angelehnt und verwendet im Kampf gegen das Verbrechen zahlreiche Scherzartikel. Im Verlauf eines Zweiteilers tritt der zweite Träger des Kostüms, der die Identität von seinem verstorbenen Vater übernommen hatte, diese an einen Nachfolger ab. Der ungestüme, großspurig auftretende Crackerjack hat derweil kein direktes Comic-Vorbild, sondern ist in erster Linie klassischen Abenteuerhelden, wie sie von Schauspielern wie Errol Flynn verkörpert wurden, nachempfunden. Seine Lebensgefährtin Quarrel, ein Mitglied der Honor Guard, hat ihren Namen sowie das Kostüm von ihrem verstorbenen Vater, einem Superschurken, übernommen. Mit ihrer Waffe, einer Armbrust, ist sie an Bogenschützen angelehnt wie Marvels Hawkeye oder DCs Green Arrow, die über keine Superkräfte verfügen.
Der Confessor basiert auf Batman und ist in Wahrheit ein Vampir, der mit Hilfe seiner übermenschlichen Kräfte gegen das Verbrechen kämpft. Im Verlauf des Sechsteilers „Confession“ (dt. „Bekenntnis“) bildet er einen Jugendlichen namens Brian Kinney zu seinem Juniorpartner Altar Boy aus. Nach dem Tod des ursprünglichen Confessors und mehreren Jahren Training schlüpft Brian nunmehr selbst in dessen Kostüm.
Vorbild für den Gentleman ist der seit 1972 zu DC gehörende Captain Marvel, der superschnelle MPH basiert auf dem Superhelden-Archetyp des „Speedsters“, dessen bekanntester Vertreter DCs The Flash ist, der unheimliche, nur selten direkt ins Geschehen eingreifende Hanged Man weist Ähnlichkeit mit DCs Spectre auf, Winged Victory ist an Wonder Woman angelehnt, und die nach biblischen Figuren benannten Crossbreed haben Ähnlichkeit mit Marvels X-Men.
Die First Family ist den Fantastischen Vier nachempfunden. Das jüngste Mitglied des Teams, Astra, entspricht dem Sohn von Mr. Fantastic und der Unsichtbaren, Franklin Richards, allerdings hat sie im Gegensatz zu letzterem mittlerweile das Erwachsenenalter erreicht.
Darüber hinaus tritt zumeist in Rückblenden ein Held namens Silver Agent auf, der Ähnlichkeit mit Marvels Captain America aufweist und dessen Name auf das „Silver Age“ der amerikanischen Superheldencomics anspielt. Sein erster öffentlicher Auftritt als Superheld wird innerhalb der Geschichten auf das Jahr 1956 datiert (das US-Heft Showcase #4 aus dem Jahr 1956 mit dem Auftritt des zweiten Flash Barry Allen stellt unter Comicexperten gemeinhin den Beginn des Silver Age dar), seine Hinrichtung erfolgt im Jahr 1973 (der Tod von Spider-Mans Freundin Gwen Stacy im US-Heft The Amazing Spider-Man #121 aus dem Jahr 1973 wird häufig als das Ende des Silver Age angesehen). Innerhalb der Serie ist seine Exekution eine Voraussetzung für die Unterzeichnung des Friedensabkommens von Paris durch die Sowjetunion, mit dem der Vietnamkrieg beendet wurde. Erst Jahre später erkennen die Menschen, dass der Silver Agent vor seinem Tod durch eine Zeitreise in die Zukunft wiederholt die Welt bzw. die USA oder auch nur Astro City gerettet hat, so dass seine Hinrichtung in der Gegenwart nunmehr als „Schande“ gesehen wird.
Der Old Soldier ist ein patriotischer Held, der ebenfalls an Captain America angelehnt ist und bereits seit dem 19. Jahrhundert aktiv ist. Obwohl er schon mehrfach für tot gehalten wurde, taucht er in Krisenzeiten unvermittelt wieder auf.
Auch Schurken gibt es in Astro City viele, so etwa den unverbesserlichen Junkman, der sich nach einem erfolgreichen Banküberfall nicht damit abfinden kann, dass aus Mangel an Beweisen für seine Schuld auch der damit verbundene „Ruhm“ ausbleibt und deshalb die Tat noch einmal begeht, oder den nach langjähriger Haft aus dem Gefängnis entlassenen Steeljack (früher bekannt als Steel-Jacketed Man), der auf der Suche nach ehrlicher Arbeit letztendlich ein Komplott aufdeckt, bei dem ein in Ungnade gefallener ehemaliger Superheld zahlreiche erfolglose Superschurken in eine tödliche Falle locken will.
Pyramid ist eine seit Jahrzehnten weltweit tätige Verbrecherorganisation, die Gruppierungen wie Marvels „Hydra“ ähnelt.
Deke MacManus, genannt der Deacon, steht seit 1977 an der Spitze des organisierten Verbrechens von Astro City. Sein Spitzname „Deacon“ (wörtlich „Diakon“) rührt daher, dass er sich wie ein Priester kleidet und seine Frisur einer Tonsur ähnelt. Seine Position erlangte er durch die Ermordung seines Vorgängers, Joey Platapopoulous, genannt „Platypus“ (wörtlich „Schnabeltier“), der an den Pinguin, einen Gegner Batmans, angelehnt ist.
Die Enelsianer sind außerirdische Eroberer mit der Fähigkeit, ihr Aussehen zu ändern. Einer von ihnen sammelt in der Gestalt eines alten Mannes namens Bridwell Informationen über die Superhelden Astro Citys, um eine Invasion vorzubereiten. Am Ende gelingt es den Superhelden der Erde jedoch, die Invasion mit vereinten Kräften zurückzuschlagen. Benannt sind die Enelsianer und ihr Spion Bridwell nach dem Comicautor E. Nelson Bridwell.
Ferner gibt es in der Serie auch einige Figuren, die auf anderen Genres basieren: Looney Leo ist eine zum Leben erwachte anthropomorphe Zeichentrickfigur im Stile klassischer Disney- oder Warner Bros.-Cartoons, die nach einer erfolgreichen Karriere als Kinderstar schließlich in einen Skandal verwickelt und daraufhin sogar kurzzeitig zum Superschurken wurde. In der Gegenwart betreibt Leo seinen eigenen Nachtclub. Beautie, ein Mitglied der Honor Guard, ist ein „weiblicher“ Android in Lebensgröße, der nach dem Vorbild einer gleichnamigen Modepuppe erschaffen wurde, welche wiederum der realen Puppen-Marke Barbie der Firma Mattel nachempfunden ist.

## Veröffentlichungsgeschichte

### In den USA
Astro City erschien zunächst von August 1995 bis Januar 1996 als sechsteilige Miniserie im monatlichen Rhythmus bei Image Comics. Im Anschluss wechselte die Serie zu Homage Comics, einem Imprint von Wildstorm Productions, einem damals noch zu Image gehörenden Studio.
Im August 1996 lag der Ausgabe 62 des Comicmagazins Wizard eine 16-seitige Sonderausgabe von Astro City mit der Nummer ½ bei, die eine komplett neue Geschichte enthielt. Das Heft wurde im Januar 1998 als eigenständige Veröffentlichung neu aufgelegt und bekam zu diesem Anlass ein neues Cover, zudem enthielt die Neuauflage eine von Busiek verfasste Kurzgeschichte, die nichts mit Astro City zu tun hat und ursprünglich erstmals 1991 veröffentlicht worden war.
Im September 1996 folgte eine fortlaufende Serie, die erneut mit der Nummer 1 begann und bis Heft 9 im Mai 1997 wiederum monatlich erschien. Nach einer mehrmonatigen Pause ging es im Oktober 1997 mit Heft 10 weiter, allerdings wurde die Veröffentlichungsweise nun zunehmend sporadischer, so gab es zwischen den Heften 14 und 15 sowie 15 und 16 längere Pausen. Heft 1 der fortlaufenden Serie wurde derweil im Dezember 1997 als spezielle 3D-Edition neu aufgelegt. Beginnend mit Heft 16, das im März 1999 veröffentlicht wurde, erschien die Serie statt bei Image Comics nunmehr im Verlag DC Comics, der das Wildstorm-Studio aufgekauft hatte.
Die bis dahin längste Pause lag mit 14 Monaten zwischen den Heften 19 und 20. Nachdem auch zwischen den Heften 21 und 22 wieder eine mehrmonatige Pause erfolgt war, wurde die fortlaufende Serie auf Eis gelegt. Hauptursache für die zahlreichen Verzögerungen war der schlechte Gesundheitszustand Kurt Busieks. Erst 2001 konnte eine Quecksilbervergiftung als Ursache ermittelt werden. Nach Einstellung der fortlaufenden Serie erschien zunächst im Februar 2002 in der Anthologieausgabe 9-11: The World’s Finest Comic Book Writers and Artists Tell Stories to Remember #2 lediglich eine sechsseitige Geschichte, die in Astro City spielt.
Nachdem sich Busieks Gesundheitszustand wieder gebessert hatte, ging es ab Februar 2003 mit einer neuen, fünfteiligen Miniserie mit dem Titel Astro City: Local Heroes weiter, die nunmehr ohne Verzögerungen in zweimonatlichen Abständen erschien. Hinzu kam im April 2004 ein Astro City/Arrowsmith Flip Book, das jeweils eine neue Kurzgeschichte zu Astro City (als Prolog zur Dark Age-Saga) und Arrowsmith, einer anderen Serie Busieks, enthielt. Im August 2004 folgte die Sonderausgabe Astro City: Supersonic, im Oktober 2004 das Heft Astro City: A Visitor’s Guide, das neben einem fiktiven Stadtführer und Pin-ups von verschiedenen Zeichnern auch eine neue Kurzgeschichte enthielt. Im Zuge einer Neustrukturierung der Wildstorm-Titel erschienen ab 2004 alle Astro City-Veröffentlichungen nicht mehr unter dem Homage Comics-Imprint, sondern als Teil der Wildstorm Signature Series.
Im Juni 2005 begann eine neue Maxiserie mit dem Obertitel Astro City: The Dark Age. Die ersten vier Hefte erschienen dabei unter dem Titel Book One bis September 2005 in monatlichen Abständen. Mit Book Two begann die Nummerierung erneut bei #1, die vier Hefte erschienen diesmal in unregelmäßigen Abständen zwischen November 2006 und September 2007. Von Mai bis August 2009 erschien ein weiterer Vierteiler mit dem Titel Book Three, der abschließende Vierteiler The Dark Age: Book Four schließlich erschien von Januar bis Mai 2010.
Darüber hinaus erschien im Juli 2006 eine Sonderausgabe mit dem Samaritan in der Hauptrolle, gefolgt im Februar 2008 von einer weiteren Sonderausgabe mit dem Titel Beautie. Im September und Oktober 2009 erschien eine zweiteilige Miniserie mit dem Titel Astra. Von Juli bis September 2010 wiederum erschien eine zweiteilige Miniserie mit dem Titel Silver Agent.
Im Juni 2010 erschien anlässlich des fünfzehnjährigen Jubiläums der Serie eine Neuauflage von Heft 1 der ursprünglichen Miniserie.
Im Zuge der Einstellung des Wildstorm-Imprints durch DC im Jahr 2010 und des Neustarts der gesamten DC-Superheldenschiene im Jahr 2011 wurde eine neue monatliche Astro City-Serie beschlossen, deren Nummerierung erneut bei 1 beginnt. Da Astro City allerdings in einem eigenständigen Universum spielt, handelt es sich im Gegensatz zu den übrigen DC-Serien (auch bekannt als The New 52) um keinen inhaltlichen Neustart. Laut Kurt Busiek wurde der Starttermin so lange hinausgezögert, bis genügend Material fertig gestellt war, um eine monatliche Erscheinungsweise der Serie zu gewährleisten. Ursprünglich war geplant, die neue Serie direkt beim Mutterverlag erscheinen zu lassen, letztendlich entschied man sich jedoch, die Serie vielmehr unter dem Vertigo-Imprint zu veröffentlichen.
Das erste Heft der neuen Serie erschien im Juni 2013, bis 2018 erschienen insgesamt 52 Hefte. Im letzten Heft wurde für 2019 der erste von mehreren Sonderbänden angekündigt, Stand April 2021 ist bisher noch keiner erschienen.

#### Sammelbände
Die gesamte Serie inklusive Sonderausgaben liegt bislang (fast) lückenlos auch in Form von Sammelbänden vor:
- Der erste, 1997 erschienene Band Astro City: Life in the Big City beinhaltet die erste, sechsteilige Miniserie. Nach der Übernahme Wildstorms durch DC wurde der Band 1999 neu aufgelegt. 2011 erschien eine weitere Neuauflage als Hard- und Softcover mit neuer Coverabbildung. Aufgrund der Auflösung des Wildstorm-Imprints wurde diese Fassung direkt vom Mutterverlag DC Comics veröffentlicht.

- Der 1997 erschienene zweite Band Astro City: Confession ließ zunächst die ersten drei Ausgaben der fortlaufenden Serie aus und enthielt stattdessen die Nummern 4–9 sowie die ½-Nummer des Wizard Magazine.

- Der 1998 erschienene dritte Band, Astro City: Family Album, enthielt die Nummern 1–3 sowie 10–13 der fortlaufenden Serie.

- Der 2001 erschienene vierte Band Astro City: The Tarnished Angel druckte die Hefte 14–20 der fortlaufenden Serie nach.

- 2005 folgte der fünfte Band, Astro City: Local Heroes, der die Hefte 21–22 der fortlaufenden Serie, die fünfteilige Miniserie Local Heroes, die Sonderausgabe Supersonic sowie die sechsseitige Geschichte aus 9-11 #2 enthielt.

- 2008 erschien der Hardcover-Sammelband Astro City: The Dark Age 1: Brothers and Other Strangers, der die Kurzgeschichte aus dem Astro City/Arrowsmith Flip Book sowie die beiden vierteiligen Miniserien The Dark Age Book One und The Dark Age Book Two enthielt. Eine ursprünglich ebenfalls für 2008 angekündigte Softcover-Ausgabe erschien erst 2009.

- 2010 folgte der Hardcover-Sammelband Astro City: The Dark Age 2: Brothers in Arms, der die beiden vierteiligen Miniserien The Dark Age Book Three und The Dark Age Book Four enthält. Die Softcover-Ausgabe erschien 2011, im Gegensatz zur noch unter dem Wildstorm-Imprint veröffentlichten Hardcover-Ausgabe direkt im Mutterverlag DC Comics.

- 2011 erschien der Hardcover-Sammelband Astro City: Shining Stars, der die beiden Miniserien Astra und Silver Agent und die Specials Samaritan und Beautie enthält. Die ursprünglich für März 2012 angekündigte Softcover-Ausgabe wurde mehrfach verschoben und soll nun am 15. April 2014 erscheinen.[20]

Somit ist derzeit nur der Astro City Visitors Guide nicht für eine Wiederveröffentlichung im Rahmen eines Sammelbandes vorgesehen.

### In Deutschland
Auf Deutsch erschien Astro City ab Juni 1999 bei Speed Comics, einem Imprint des Thomas Tilsner-Verlags. Die Hefte enthielten jeweils zwei US-Ausgaben, wobei sich die Reihenfolge an den Inhalten der US-Sammelbände orientierte. Zu den Heften 1 und 7 erschienen außerdem Sondereditionen mit Variant-Cover, Heft 7 anlässlich des Comic-Salons Erlangen im Juni 2000. Die US-½-Nummer war im Oktober 1999 als Sonderausgabe anlässlich der Comic Action erhältlich. Außerdem veröffentlichte Speed im November 1999 den Sammelband Astro City: Leben in der großen Stadt, der die deutschen Einzelhefte 1–3 nachdruckte und das Gegenstück zum US-Sammelband Life in the Big City darstellt. Neben der regulären Softcover-Ausgabe erschien auch eine limitierte Hardcover-Variante.
Nachdem die ersten beiden Ausgaben der regulären Speed-Serie im Abstand von vier Wochen erschienen waren, wurde die Erscheinungsweise auf zweimonatlich umgestellt, doch schon ab Heft 6 kam es immer häufiger zu Verzögerungen. Zwischen Heft 7 und 8 lagen ganze neun Monate, und nachdem Heft 9 im Juni 2001 die drei US-Hefte 11 bis 13 nachgedruckt hatte, veröffentlichte Speed trotz gegenteiliger Versprechungen keine weiteren Hefte der Serie mehr.
Nach dem Konkurs des Tilsner-Verlages im Dezember 2005 übernahm der Panini Verlag die Rechte an der deutschen Ausgabe von Astro City. Im Mai 2007 erschien dort der Sammelband Astro City: Der gefallene Engel, der die US-Hefte 14–20 enthält und das Gegenstück zum US-Sammelband The Tarnished Angel darstellt. Im Juni 2008 erschien der nächste Band mit dem Titel Astro City: Local Heroes, der das Gegenstück zum gleichnamigen US-Band darstellt und ebenfalls die Ausgaben 21 und 22 der fortlaufenden US-Serie, die fünfteilige Miniserie Astro City: Local Heroes, die Sonderausgabe Astro City: Supersonic sowie die sechsseitige Geschichte aus 9-11: The World’s Finest Comic Book Writers and Artists Tell Stories to Remember #2 enthält.

## Auszeichnungen
In den USA wurde Astro City mit zahlreichen Preisen ausgezeichnet:
Den Eisner Award gewann die Serie 1996 in den Kategorien „beste neue Serie“ und „beste Einzelgeschichte“. 1997 und 1998 gab es den Preis jeweils in den Kategorien „beste Einzelgeschichte“ und „beste fortlaufende Serie“, 1998 darüber hinaus auch in der Kategorie „beste mehrteilige Geschichte“. Kurt Busiek gewann den Eisner Award 1999 in der Kategorie „bester Autor“ für Astro City, Alex Ross in den Jahren 1996, 1997, 1998 und 2000 jeweils in der Kategorie „bester Coverkünstler“, wobei in den Jahren 1998 und 2000 auch seine Arbeiten für andere Serien außer Astro City mit in die Wertung einbezogen wurden.
Den Harvey Award gewann die Serie 1996 in den Kategorien „beste neue Serie“ und „beste Einzelgeschichte“, 1997 in der Kategorie „bester Comicband oder Nachdruck“ und 1998 in der Kategorie „beste fortlaufende Serie oder Miniserie“. Kurt Busiek gewann den Harvey Award zudem 1998 in der Kategorie „bester Autor“, allerdings wurden in die Wertung auch andere Arbeiten außer Astro City einbezogen. Alex Ross wiederum gewann den Harvey Award in den Jahren 1996, 1998 und 1999 in den Kategorien „bester Coverkünstler“, allerdings nur 1996 ausschließlich für seine Arbeit für Astro City (Ross gewann den Preis zudem auch 1997, allerdings nicht für Astro City).
Den Comics Buyer’s Fan Award des Comics Buyer’s Guide gewann Astro City 1996 und 1997 jeweils in der Kategorie „beste Comicserie“, 1996 zudem in der Kategorie „beliebtester Sammelband“ und 1997 in der Kategorie „beliebteste Comicgeschichte“.

## Verfilmung
2003 kam eine Verfilmung von Astro City ins Gespräch. Der Independent-Filmproduzent Ben Barenholtz sollte die Produktion übernehmen, während das Drehbuch von Jonathan Alpers stammen sollte. Alpers war Anfang 2004 noch zuversichtlich, dass das Filmprojekt in Gang kommen würde, während Busiek Mitte 2005 nur noch von Leuten, die an einem derartigen Projekt „interessiert“ seien, sprach.
Im Juli 2010 wurde bekannt, dass sich Tim Bevan und Eric Fellner von der britischen Produktionsfirma Working Title Films die Rechte für eine Verfilmung von Astro City gesichert haben. Laut Busiek war es Barenholtz, der das Projekt auf Anraten der Coen-Brüder an Working Title Films weiterempfohlen hatte. Wie schon bei den bisherigen Planungen soll Busiek nach wie vor eng an der Entstehung des Films beteiligt werden und zieht eine Zusammenlegung mehrerer Geschichten der Comic-Fassung in Betracht. Busiek selbst wurde mit der Ausarbeitung eines Treatments beauftragt.